# A Virgem e o Machão
A Virgem e o Machão és una pel·lícula de comèdia pornochanchada brasilera de 1974, dirigida i produïda per José Mojica Marins (creditat com a J.Avelar). Fou filmada a São Sebastião i Ilha Bela.
Aquesta pel·lícula marxa l'estrena de José Mojica Marins en la pornochanchada. El pseudònim "J. Avelar" fou usat en totes les pel·lícules de sexe explícit dirigits per Mojica.

## Sinopsi
En una petita ciutat de l'interior, un metge acabat d'arribar accepta el desafiament d'intentar fondre la prostituta més freda de la ciutat: Maria Sorvete, més interessada en xuclar una paleta que tenir relacions sexuals. Mentrestant, les dones portades de la ciutat decideixen pagar-les, apostant quina conquistarà el metge primer.

## Repartiment
- Aurélio Tomassini...Dr.Jorge ("O Machão")
- Esperanza Villanueva...Malu ("A Virgem")
- Walter Portela...Dr. Viana
- Vosmarline Siqueira...Branca
- Alex Delamotte...Dr. Basílio
- Lisa Negri…Tetê
- M.Augusto Cervantes...Silveira
- Gracinda Fernandes...Esposa del dr. Viana
- Edio Imanio
- Wanda Marchetti
- Toni Cardi (participació especial)
- Chaguinha (participació especial)
- Zélia Hoffman…Madame Lola (participació especial)
- Matteo Amalfi…com ell mateix (participació especial)
- Nadir Fernandes…Maria Sorvete
- Chimpanzé...Tião

## Recepció
Robledo Milani en la seva crítica a Papo de Cinema va escriure:
| « | En general, hi ha la sensació que n'hi ha prou per a un conjunt d'interessos justificats, però el problema més gran va ser precisament el difícil equilibri entre cadascun d'aquests elements. Això es deu probablement a la inexperiència del director amb el tema, fins i tot denotant una certa por a superar determinats límits, cosa que, com hem vist, aviat seria substituït en obres posteriors. Amb representacions risibles per si mateixes i intents d'un humor tímid que fins i tot pot haver funcionat en el seu llançament al cinema, però avui no són res més que discos pintorescs i curiosos d'èpoques més ingenues. | » |